# Kang Seong-jin
Kang Seong-jin (강성진?; Seul, 26 marzo 2003) è un calciatore sudcoreano, attaccante del Seoul.

## Carriera

### Club
Kang Seong-jin è cresciuto nel settore giovanile del Seoul dove è stato promosso in prima squadra nel 2021. Ha giocato il suo primo incontro ufficiale il 10 marzo 2021 nell'incontro di K League 1 perso 1-0 contro il Seongnam. Ha segnato il suo primo gol il 3 novembre dello stesso anno nella trasferta vinta per 4-3 contro il Gwangju.

### Nazionale
Nel 2022 è stato incluso nella lista dei convocati per il campionato dell'Asia orientale. Ha debuttato il 20 luglio nell'incontro di suddetta competizione vinto 3-0 contro la Cina.
Nel 2023 è stato convocato dalla Corea del Sud Under-20 per il campionato mondiale di calcio Under-20 2023.

## Statistiche

### Presenze e reti nei club
Statistiche aggiornate al 22 novembre 2023.
| Stagione        | Squadra         | Campionato      | Campionato | Campionato | Coppe nazionali | Coppe nazionali | Coppe nazionali | Coppe continentali | Coppe continentali | Coppe continentali | Altre coppe | Altre coppe | Altre coppe | Totale | Totale | Totale |
| Stagione        | Squadra         | Comp            | Pres       | Reti       | Comp            | Pres            | Reti            | Comp               | Pres               | Reti               | Comp        | Pres        | Reti        | Pres   | Reti   |        |
| --------------- | --------------- | --------------- | ---------- | ---------- | --------------- | --------------- | --------------- | ------------------ | ------------------ | ------------------ | ----------- | ----------- | ----------- | ------ | ------ | ------ |
| 2021            | Seoul           | KL1             | 14         | 1          | CC              | 0               | 0               |                    | -                  | -                  |             | -           | -           | 14     | 1      |        |
| 2022            | Seoul           | KL1             | 34         | 1          | CC              | 6               | 0               |                    | -                  | -                  |             | -           | -           | 40     | 1      |        |
| 2023            | Seoul           | KL1             | 5          | 0          | CC              | 1               | 1               |                    | -                  | -                  |             | -           | -           | 6      | 1      |        |
| Totale carriera | Totale carriera | Totale carriera | 53         | 2          |                 | 7               | 1               |                    | -                  | -                  |             | -           | -           | 60     | 3      |        |

### Cronologia presenze e reti in nazionale
| Cronologia completa delle presenze e delle reti in nazionale ― Corea del Sud | Cronologia completa delle presenze e delle reti in nazionale ― Corea del Sud | Cronologia completa delle presenze e delle reti in nazionale ― Corea del Sud | Cronologia completa delle presenze e delle reti in nazionale ― Corea del Sud | Cronologia completa delle presenze e delle reti in nazionale ― Corea del Sud | Cronologia completa delle presenze e delle reti in nazionale ― Corea del Sud | Cronologia completa delle presenze e delle reti in nazionale ― Corea del Sud | Cronologia completa delle presenze e delle reti in nazionale ― Corea del Sud |
| Data                                                                         | Città                                                                        | In casa                                                                      | Risultato                                                                    | Ospiti                                                                       | Competizione                                                                 | Reti                                                                         | Note                                                                         |
| ---------------------------------------------------------------------------- | ---------------------------------------------------------------------------- | ---------------------------------------------------------------------------- | ---------------------------------------------------------------------------- | ---------------------------------------------------------------------------- | ---------------------------------------------------------------------------- | ---------------------------------------------------------------------------- | ---------------------------------------------------------------------------- |
| 20-7-2022                                                                    | Toyota                                                                       | Cina                                                                         | 0 – 3                                                                        | Corea del Sud                                                                | Campionato dell'Asia orientale 2022                                          | -                                                                            | 73’ 87’                                                                      |
| 24-7-2022                                                                    | Toyota                                                                       | Corea del Sud                                                                | 3 – 0                                                                        | Hong Kong                                                                    | Campionato dell'Asia orientale 2022                                          | 2                                                                            |                                                                              |
| Totale                                                                       |                                                                              | Presenze                                                                     | 2                                                                            |                                                                              | Reti                                                                         | 2                                                                            |                                                                              |